# Steroid
Et steroid er et lipid karakteriseret ved et carbonskelet med fire sammenhængende ringe, tre seks-leddede og en fem-leddet, benævnt gonan. Forskellige steroider er forskellige med hensyn til de funktionelle grupper, som er bundet til ringene og i ringenes oxidationstrin. Alle steroider er afledt fra den biokemiske syntesevej til cholesterol via acetyl coenzym A, squalen og lanosterol. Hundrevis af steroider er identificieret i mennesker, dyr, planter og svampe. Den vigtigste rolle i levende systemer er som steroidhormoner. Steroider bruges i daglig tale ofte synonymt med kunstige glukocorticosteroider eller glukocorticoider (lægemidler), og i enkelte miljøer som betegnelse på anabole steroider.
I human fysiologi og medicin er de vigtigste steroider cholesterol og steroidhormonene, deres forstadier og omsætningsprodukter. I blodet er steroidene bundet til bærerproteiner.

## Biosyntese og kemisk syntese
Steroider har flere gange givet Nobelprisen. Den kemiske syntese af testosteronblev i 1935 foretaget uafhængigt af Adolf Butenandt og Leopold Ružička, der fik Nobelprisen i kemi herfor i 1939. Konrad Bloch og Feodor Lynen delte Nobelprisen i fysiologi eller medicin i 1964 for deres opdagelser omkring cholesterol- og fedtsyremetabolismens mekanisme og regulering.

## Nogle vigtige steroider
- Anabole steroider
- Corticosteroider (glukocorticoider og mineralcorticoider)
- Kønshormoner (androgener, østrogener og progestagener)
- Fytosteroler – steroider som forekommer naturligt i planter
- Steroler – steroidealkoholer, som f.eks. cholesterol

## Eksterne links
- Om steroider. Anti Doping Danmark Arkiveret 15. januar 2013 hos  Wayback Machine
- Steroider. Biosite
- Anabole steroider. Bodylab.dk
- Lev stærkt - dø ung. Videnskab.dk Arkiveret 24. januar 2012 hos  Wayback Machine